# Kiowa County (Oklahoma)
Kiowa County ist ein County im Bundesstaat Oklahoma der Vereinigten Staaten. Der Verwaltungssitz (County Seat) ist Hobart. Das U.S. Census Bureau hat bei der Volkszählung 2020 eine Einwohnerzahl von 8.509 ermittelt.

## Geographie
Das County liegt im Südwesten von Oklahoma, ist im Westen etwa 60 km, im Süden etwa 40 km von Texas entfernt und hat eine Fläche von 2669 Quadratkilometern, wovon 42 Quadratkilometer Wasserfläche sind. Es grenzt im Uhrzeigersinn an folgende Countys: Washita County, Caddo County, Comanche County, Tillman County, Jackson County und Greer County.

## Geschichte
Kiowa County wurde 1901 als Original-County gebildet. Besiedelt wurde das County durch weiße Siedler nach einer offiziellen Land-Lotterie am 1. August 1901. Benannt wurde es nach dem Indianerstamm der Kiowa.
Acht Bauwerke und Stätten des Countys, darunter das Kiowa County Courthouse, sind im National Register of Historic Places (NRHP) eingetragen (Stand 2. Juni 2018).

## Demografische Daten

Alterspyramide des Kiowa County

Nach der Volkszählung im Jahr 2000 lebten im Kiowa County 10.227 Menschen in 4.208 Haushalten und 2.815 Familien. Die Bevölkerungsdichte betrug 4 Einwohner pro Quadratkilometer. Ethnisch betrachtet setzte sich die Bevölkerung zusammen aus 83,54 Prozent Weißen, 4,67 Prozent Afroamerikanern, 6,31 Prozent amerikanischen Ureinwohnern, 0,31 Prozent Asiaten, 0,06 Prozent Bewohnern aus dem pazifischen Inselraum und 2,68 Prozent aus anderen ethnischen Gruppen; 2,42 Prozent stammten von zwei oder mehr Ethnien ab. 6,74 Prozent der Bevölkerung waren spanischer oder lateinamerikanischer Abstammung.
Von den 4.208 Haushalten hatten 27,9 Prozent Kinder unter 18 Jahre, die im Haushalt lebten. 52,0 Prozent waren verheiratete, zusammenlebende Paare, 10,4 Prozent waren allein erziehende Mütter. 33,1 Prozent waren keine Familien, 30,6 Prozent waren Singlehaushalte und in 16,3 Prozent der Haushalte lebten Menschen im Alter von 65 Jahren oder darüber. Die durchschnittliche Haushaltsgröße betrug 2,35 und die durchschnittliche Familiengröße betrug 2,92 Personen.
24,2 Prozent der Bevölkerung waren unter 18 Jahre alt, 7,5 Prozent zwischen 18 und 24, 24,5 Prozent zwischen 25 und 44, 23,4 Prozent zwischen 45 und 64 und 20,3 Prozent waren 65 Jahre oder älter. Das Durchschnittsalter betrug 41 Jahre. Auf 100 weibliche Personen kamen 95,7 männliche Personen. Auf 100 Frauen im Alter von 18 Jahren oder darüber kamen 90,7 Männer.
Das jährliche Durchschnittseinkommen eines Haushalts betrug 26.053 USD und das durchschnittliche Einkommen einer Familie betrug 34.654 USD. Männer hatten ein durchschnittliches Einkommen von 25.552 USD gegenüber den Frauen mit 19.497 USD. Das Prokopfeinkommen betrug 14.231 USD. 15,0 Prozent der Familien und 19,3 Prozent der Bevölkerung lebten unterhalb der Armutsgrenze.